# 野獣生誕
野獣生誕 (原題:Aerosmith)は、アメリカのロックバンド、エアロスミスのファースト・アルバム。1973年1月発売。日本の発売元はソニー・ミュージックレコーズ。

## 解説
プロデューサーは、オールマン・ブラザーズ・バンドのファースト・アルバムを手掛けた、エイドリアン・ハーバーが起用された。
2度目のデビューとなるスティーヴン以外は皆新人なので、マネージャーは何もかも忘れてレコーディングに没頭出来るよう、彼らを短期間合宿させたという。
発売時は酷評され、ローリングストーン誌には相手にもされず、レコード会社にも契約を打ち切られそうな中、マネージャーやメンバー達の必死の嘆願でシングル・カットされた「ドリーム・オン」は最高60位まで上昇し、3年後の1976年に再発売されビルボード誌で6位のヒットとなり、アルバム自体も21位まで達した。
「ママ・キン」は、スティーヴンがデビュー前から温めていたお気に入りの曲で、エアロスミスが結成された際、彼は左腕に「MA KIN」とタトゥーを入れている。また、ガンズ・アンド・ローゼズがメジャー・デビュー前のライヴでカヴァーし、アルバム『GN'Rライズ』に収録、さらにはパリ公演にスティーヴンとジョーを招き、この曲と「トレイン・ケプト・ア・ローリン」をセッションした。
「ウォーキン・ザ・ドッグ」は、ローリング・ストーンズのファースト・アルバムでもカヴァーしたルーファス・トーマスの曲で、後にラットもファースト・アルバムでカヴァーした。

## 収録曲
1. メイク・イット - Make It (3:39)
Words/Music:S.Tyler
2. サムバディ - Somebody (3:45)
Words/Music:S.Tyler,S.Emspack
3. ドリーム・オン - Dream On (4:26)
Words/Music:S.Tyler
4. ワン・ウェイ・ストリート - One Way Street (7:01)
Words/Music:S.Tyler
5. ママ・キン - Mama Kin (4:25)
Words/Music:S.Tyler
6. ライト・ミー - Write Me (4:10)
Words/Music:S.Tyler
7. ムーヴィン・アウト - Movin' Out (5:02)
Words/Music:S.Tyler,J.Perry
8. ウォーキン・ザ・ドッグ - Walkin' the Dog (3:12)
Words/Music:R.Thomas

## カヴァー
「ドリーム・オン」は、ケリー・スウィート『ウィー・アー・ワン』(2007年)でカヴァーされた。